# Vernantes
Vernantes ist eine französische Gemeinde mit 2.006 Einwohnern (Stand: 1. Januar 2022)  im Département Maine-et-Loire in der Region Pays de la Loire. Die Gemeinde gehört zum Arrondissement Saumur und zum Kanton Longué-Jumelles. Die Einwohner werden Vernantais genannt.

## Geografie
Vernantes liegt etwa 17 Kilometer nordnordöstlich von Saumur in der Baugeois. Umgeben wird Vernantes von den Nachbargemeinden Mouliherne im Norden, Noyant-Villages im Nordosten, Vernoil-le-Fourrier im Osten, La Breille-les-Pins im Süden und Südosten, Neuillé im Südwesten, Blou im Westen und Südwesten sowie Saint-Philbert-du-Peuple im Westen.

## Bevölkerungsentwicklung
| Jahr                       | 1962 | 1968 | 1975 | 1982 | 1990 | 1999 | 2006 | 2018 |
| Einwohner                  | 1721 | 1808 | 1715 | 1696 | 1749 | 1852 | 1856 | 1992 |
| Quellen: Cassini und INSEE |      |      |      |      |      |      |      |      |

## Sehenswürdigkeiten
- Ehemalige Kirche Notre-Dame, heute Rathaus, seit 1964 Monument historique
- Kloster Le Loroux, Zisterzienserabtei von 1121, 1790 geschlossen
- Schloss Jalesne, Anfang des 17. Jahrhunderts erbaut

Siehe auch: Liste der Monuments historiques in Vernantes

## Persönlichkeiten
- René Bretonnayau (* im 16. Jahrhundert), Arzt und Dichter